# Abzima
Un abzima è un anticorpo monoclonale con capacità catalitiche; il termine deriva dall'inglese abzyme (AntiBody enZYME). È detto anche catmab (sempre dall'inglese catalitic monoclonal antibody, anticorpo monoclonale catalitico). Gli abzimi possono essere prodotti artificialmente, ma sono stati anche trovati nel nostro organismo, come alcuni anticorpi peptidici intestinali anti-vasodilatatori. Gli abzimi artificiali fanno parte della categoria dei sinzimi, la classe degli enzimi sintetici.

## Applicazioni
In recenti tecniche biotecnologiche, si può indurre un organismo a produrre gli abzimi che catalizzano una particolare reazione chimica di interesse; si sfrutta la capacità di questo, come di molti altri enzimi, di legarsi in modo preferenziale allo stato di transizione di una reazione. Vengono inserite nell'organismo piccole molecole che sono analoghi strutturali degli stati di transizione: il sistema immunitario dell'organismo reagirà producendo gli anticorpi per legare questi antigeni inseriti. Si prelevano campioni di sangue e si isola l'anticorpo in questione. Si sarà così ottenuta una molecola che si lega allo stato di transizione e in quanto tale che catalizza la reazione chimica. Ad esempio si può inserire un analogo dello stato di transizione della reazione di scissione di legame estereo; l'anticorpo isolato in seguito si legherà a molecole contenenti esteri e, favorendo il passaggio allo stato di transizione, ne catalizzerà la scissione. Di solito gli analoghi sono legati a grandi molecole biologiche in modo da evitare che siano filtrate ed eliminate dai reni. 
Un'altra applicazione importante permette di creare abzimi che possano compiere specifiche azioni sul DNA; si sfruttano gli abzimi di pazienti affetti dalla malattia sistemica immunitaria lupus eritematoso sistemico: questi abzimi sono infatti in grado di legare e catalizzare l'idrolisi del DNA.